# Campeonato Europeo de Patinaje Artístico sobre Hielo de 2019
El CX Campeonato Europeo de Patinaje Artístico sobre Hielo se celebró en Minsk (Bielorrusia) del 23 al 26 de enero de 2019 bajo la organización de la Unión Internacional de Patinaje sobre Hielo (ISU) y la Federación Bielorrusa de Patinaje sobre Hielo.
Las competiciones se realizaron en la Minsk Arena de la capital bielorrusa.

## Calendario
- Hora local de Minsk (UTC+3).

| Programa corto | Programa libre |

| Fecha       | Hora        | Evento            |
| ----------- | ----------- | ----------------- |
| 23 de enero | 11:45–16:55 | Femenino          |
| 23 de enero | 19:00–20:55 | Parejas           |
| 24 de enero | 12:00–17:40 | Masculino         |
| 24 de enero | 19:40–21:55 | Parejas           |
| 25 de enero | 12:40–16:30 | Danza sobre hielo |
| 25 de enero | 18:00–21:55 | Femenino          |
| 26 de enero | 11:15–15:10 | Masculino         |
| 26 de enero | 16:25–19:45 | Danza sobre hielo |

## Resultados

### Masculino
| Puesto | Nombre            | País   | Puntos |
| ------ | ----------------- | ------ | ------ |
| Oro    | Javier Fernández  | España | 271,59 |
| Plata  | Aleksandr Samarin | Rusia  | 268,84 |
| Bronce | Matteo Rizzo      | Italia | 247,08 |

### Femenino
| Puesto | Nombre           | País      | Puntos |
| ------ | ---------------- | --------- | ------ |
| Oro    | Sofia Samodurova | Rusia     | 213,84 |
| Plata  | Alina Zaguitova  | Rusia     | 198,34 |
| Bronce | Viveca Lindfors  | Finlandia | 194,40 |

### Parejas
| Puesto | Nombre                                 | País    | Puntos |
| ------ | -------------------------------------- | ------- | ------ |
| Oro    | Vanessa James / Morgan Ciprès          | Francia | 225,66 |
| Plata  | Yevgueniya Tarasova / Vladimir Morozov | Rusia   | 218,82 |
| Bronce | Alexandra Boikova / Dmitri Kozlovski   | Rusia   | 205,25 |

### Danza en hielo
| Puesto | Nombre                                  | País    | Puntos |
| ------ | --------------------------------------- | ------- | ------ |
| Oro    | Gabriella Papadakis / Guillaume Cizeron | Francia | 217,98 |
| Plata  | Alexandra Stepanova / Ivan Bukin        | Rusia   | 206,41 |
| Bronce | Charlène Guignard / Marco Fabbri        | Italia  | 199,84 |

## Medallero
| Núm. | País      | Oro | Plata | Bronce | Total |
| ---- | --------- | --- | ----- | ------ | ----- |
| 1    | Francia   | 2   | 0     | 0      | 2     |
| 2    | Rusia     | 1   | 4     | 1      | 6     |
| 3    | España    | 1   | 0     | 0      | 1     |
| 4    | Italia    | 0   | 0     | 2      | 2     |
| 5    | Finlandia | 0   | 0     | 1      | 1     |
|      | TOTAL     | 4   | 4     | 4      | 12    |